# Аеросол
Аеросоли су чврсте честице или мале течне капи настале из дима, прашине, летећег пепела и кондензованих гасовитих супстанци које могу да се нађу у атмосферском ваздуху. Неке од тих честица толико су велике да ако су светле могу бити виђене као магла или облак, или ако су тамне као дим или чађ. Аеросоли најчешће у природи настају у многобројним индустријским процесима, на депонијама отпада, сагоревањем фосилних горива (угаљ, нафта..), из прашине са земље, из издувних гасова мотора са унутрашњим сагоревањем (аутомобили, камиони, индустријских машина), у току грађевинских радова, вулканских ерупција, шумских пожара...
Неке честице аеросола емитују се директно из извора из којих настају, док друге настају када гасови као што су сумпордиоксид, азотови оксиди или неметански органски гасови и паре реагују са другим једињењима у ваздуху и формирају мање испарљиве супстанце, а затим и најфиније микродисперговане честице, са којима гасови могу поново ступити у реакције.
Аеросоли су веома штетни по људско здравље. Токсични аеросоли настали из разних отровних хемијских једињења могу изазвати тровање или смрт живих бића. Велике концентрације појединих аеросола насталих из супстанци као што су силицијум, азбест, нафта понекад се налазе у радној средини и доводе до развоја неких професионалних болести код радника као што су; силикоза, азбестоза... што захтева примену личних и колективних заштитних средстава у процесу производње.
Аеросолима се често називају и све супстанце у спреју (лакови, дезодоранси, освеживачи ваздуха, средства за чишћење, пестициди и друго). За њихово чување и распрскавање служе тзв. аеросол-боце. С обзиром да су се за лакове за косу и друге препарате користили између осталог и фреони, нанета је велика штета животној средини јер је утврђено да су они велики загађивачи и да уништавају озонски омотач. Данас се користе угљоводоници који не уништавају озонски омотач, али су веома запаљиви. Друге технолошке примене аеросола укључује распршивање пестицид и медицински третман респираторних болести. Болести се такође преносе преко малих капљица у даху, које се такође називају аеросоли (или понекад биоаеросоли).

## Дефиниција
Аеросол је дефинисан као суспензиони систем чврстих или течних честица у гасу. Аеросол обухвата честице и суспендирајући плин, који је обично ваздух. Фредерик Г. Донан је вероватно први пут употребио термин аеросол током Првог светског рата да опише аеро-раствор, облаке микроскопских честица у ваздуху. Овај израз се развио аналогно термину хидросол, колоидном систему са водом као дисперзном средином. Примарни аеросоли садрже честице које су унесене директно у гас; секундарни аеросоли настају конверзијом гаса у честице.
Различити типови аеросола, класификовани према физичкој форми и начину настанка, укључују прашину, сумаглицу, дим и маглу. Постоји неколико мера концентрације аеросола. Здравство и наука о животној средини често користе масену концентрацију (M), дефинисану као маса честица по јединици запремине са јединицама као што је 3. Такође се често користи бројевна концентрација (N), број честица по јединици запремине са јединицама као што је број/m3 или број/cm3. Величина честица има велики утицај на њихове особине, а радијус аеросола или пречник (dp) је кључно својство које се користи за карактеризацију аеросола.
Аеросоли варирају у својој дисперзивности. Монодисперзни аеросол, који се може произвести у лабораторији, садржи честице униформне величине. Већина аеросола, међутим постоји као полидисперзни колоидни системи са распоном величина честица. Течне капљице су скоро увек скоро сферичне, док научници користе еквивалентни пречник за карактеризацију различитих облика чврстих честица, од којих су неке веома неправилне. Еквивалентни пречник је пречник сферне честице са истом вредношћу неке физичке особине као и неправилна честица. Еквивалентни запремински пречник се дефинише као пречник сфере исте запремине као и код неправилне честице. Такође се обично користи аеродинамички пречник.

## Расподела по величини
За монодисперзни аеросол, један број - пречник честица - довољан је да опише величину честица. Међутим, компликованије расподеле величине честица описују величине честица у полидисперзном аеросолу. Ова дистрибуција дефинише релативне количине честица, сортираних према величини. Један приступ дефинисању дистрибуције величине честица користи листу величина сваке честице у узорку. Међутим, овај приступ се показао заморним за утврђивање у аеросолима са милионима честица и незгодним за употребу. Други приступ дели опсег величине на интервале и проналази број (или пропорцију) честица у сваком интервалу. Ови подаци се могу представити у хистограму са површином сваке траке која представља пропорцију честица у том сегменту величина, обично нормализованом дељењем броја честица у интервалу са ширином интервала тако да је површина сваке траке пропорционална са бројем честица у опсегу величина који представља. Ако ширина интервала тежи нули, функција фреквенције је:
{\displaystyle \mathrm {d} f=f(d_{p})\,\mathrm {d} d_{p}}
где
{\displaystyle d_{p}} је пречник честица
{\displaystyle \,\mathrm {d} f} је део честица које имају пречнике између {\displaystyle d_{p}} и {\displaystyle d_{p}} + {\displaystyle \mathrm {d} d_{p}}
{\displaystyle f(d_{p})} је функција фреквенције
Према томе, површина испод криве фреквенције између две величине a и b представља укупан удео честица у том опсегу величина:
{\displaystyle f_{ab}=\int _{a}^{b}f(d_{p})\,\mathrm {d} d_{p}}
Такође се може формулисати у смислу укупне густине броја N:
{\displaystyle dN=N(d_{p})\,\mathrm {d} d_{p}}
Под претпоставком да су честице сферног аеросола, површина аеросола по јединици запремине (S) је дата другим моментом:
{\displaystyle S=\pi /2\int _{0}^{\infty }N(d_{p})d_{p}^{2}\,\mathrm {d} d_{p}}
И трећи тренутак даје укупну запреминску концентрацију (V) честица:
{\displaystyle V=\pi /6\int _{0}^{\infty }N(d_{p})d_{p}^{3}\,\mathrm {d} d_{p}}
Расподела величине честица се може апроксимирати. Нормална расподела обично не описује на одговарајући начин расподелу величине честица у аеросолима због искривљености повезане са дугим репом већих честица. Такође за количину која варира у великом опсегу, као што то чине многе величине аеросола, ширина дистрибуције имплицира негативне величине честица, што физички није реално. Међутим, нормална дистрибуција може бити погодна за неке аеросоле, као што су тест аеросоли, поједина зрна полена и споре.
Шире одабрана лог-нормална расподела даје бројевну фреквенцију као:
{\displaystyle \mathrm {d} f={\frac {1}{d_{p}\sigma {\sqrt {2\pi }}}}e^{-{\frac {(ln(d_{p})-{\bar {d_{p}}})^{2}}{2\sigma ^{2}}}}\mathrm {d} d_{p}}
где:
{\displaystyle \sigma } је стандардна девијација дистрибуције величине и
{\displaystyle {\bar {d_{p}}}} је средњи аритметички пречник.
Лог-нормална расподела нема негативне вредности, може да покрије широк опсег вредности и прилично добро се уклапа у многе посматране дистрибуције величине.
Друге дистрибуције које се понекад користе за карактеризацију величине честица укључују: Росин-Рамлерову расподелу, примењену на грубо распршену прашину и спрејеве; расподела Нукијама–Танасава, за спрејеве изузетно широког распона величина; расподела функције снаге, повремено примењена на атмосферске аеросоле; експоненцијална расподела, примењена на прашкасте материјале; а за капљице облака расподела Кргијан–Мазина.

## Стабилност генерисаних честица аеросола
Успостављени су различити експериментални системи за испитивање стабилности честица у ваздуху и њиховог потенцијала да се деагломерирају у различитим условима. Свеобухватни систем који је недавно објављен је у стању да одржи робустан процес аеросолизације и генерише аеросоле са стабилном концентрацијом броја и средњом величином из нано-прахова.. Потенцијал деагломерације различитих наноматеријала у ваздуху такође се може проучавати коришћењем критичних отвора. Поред тога, развијен је уређај за ударну фрагментацију да би се истражиле енергије везе између честица.